# Alcoutín
Alcoutín (en portugués, Alcoutim) es una villa portuguesa perteneciente al distrito de Faro, región del Algarve, con cerca de 1100 habitantes.

## Geografía
Es sede de un municipio con 576,57 km² de área y 3770 habitantes (2001), subdividido en 4 freguesias. 

## Límites
El municipio limita al norte con el municipio de Mértola, al este con Sanlúcar de Guadiana en Andalucía, al sureste con Castromarín, al suroeste con Tavira y al oeste con Loulé y Almodôvar.

## Historia
Mientras Juan I de Portugal buscaba gobernadores para Ceuta, el joven Pedro de Menezes estaba cerca, jugando distraídamente choca (una especie de hockey medieval) con un palo de zambujeiro o Aleo (olivo silvestre). Escuchando a todos los altos nobles inventando excusas para evitar el trabajo, el joven Pedro de Menezes dio un paso adelante y se acercó al rey con su palo de juego (aleo) en la mano y le dijo que, con solo ese palo, podía defender a Ceuta de todo el poder de Marruecos. Como resultado de En esta historia, a todos los futuros gobernadores portugueses de Ceuta se les presentaría un personal de zambujeiro como símbolo de su cargo en su investidura.) El aleo que fue utilizado por Pedro se conserva en la Santuario de Santa María de África en Ceuta, la estatua de Maria sostiene el aleo.
Se puede ver 'Aleu' o 'aleo' en el escudo de armas de Alcoutín y Villarreal, donde los descendientes de Pedro se hicieron Conde de Alcoutim o Conde de Vila Real, respectivamente.

## Demografía
| Gráfica de evolución demográfica de Alcoutim entre 1864 y 2021 |
|                                                                |
| Datos según el nomenclátor publicado por el INE portugués.     |

## Freguesias
Las freguesias de Alcoutim son las siguientes:
- Alcoutim e Pereiro
- Giões
- Martim Longo
- Vaqueiros